# Dimeria eradii
Dimeria eradii là một loài thực vật có hoa trong họ Hòa thảo. Loài này được Ravi mô tả khoa học đầu tiên năm 1995.